# Вільям Бевінг
Вільям Бевінг Вік (дан. William Bøving Wick, нар. 1 березня 2003, Шарлоттенлунн, Данія) — данський футболіст, нападник австрійського клубу «Штурм».

## Ігрова кар'єра

### Клубна
Вільям Бевінг є вихованцем академії столичного клубу «Копенгаген», де він займався футболом з семирічного віку. 4 березня Бевінг зіграв свою першу гру в основі у кубковому матчі проти «Ольборга». В чемпіонаті Данії футболіст дебютував 3 лютого 2021 року також у грі проти «Ольборга». Також у складі «Копенгагена» нападник брав участь у матчах плей - офф Ліги Європи.
У травні 2021 року Бевінг продовжив контракт з клубом до 2025 року.
Вілтку 2022 року Вільям Бевінг перейшов до австрійського клубу «Штурм», з яким вигравав Кубок Австрії та національний чемпіонат.

### Збірна
З 2018 року Вільям Бевінг пройшов всі вікові категорії юнацьких збірних та молодіжну збірну Данії.

## Титули
Копенгаген
 Чемпіон Данії: 2021/22
Штурм
 Чемпіон Австрії: 2023/24, 2024/25
 Переможець Кубка Австрії (2): 2022/23, 2023/24